# Tiporus emmae
Tiporus emmae är en skalbaggsart som beskrevs av Lars Hendrich 2008. Tiporus emmae ingår i släktet Tiporus och familjen dykare. Inga underarter finns listade i Catalogue of Life.